# Clocks
"Clocks" er en sang af det engelske alternativ rockband Coldplay. Den blev skrevet af alle bandets medlemmer til deres andet album, A Rush of Blood to the Head. Sangen, der er bygget omkring et klaverriff, indeholder kryptisk lyrik omhandlende kontraster og ting, der haster. Der eksisterer flere remixes af nummeret, og riffet er ofte blevet samplet. "Clocks" vandt Record of the Year ved Grammypriserne i 2004, og er til dato en af Coldplays mest succesfulde sange.
"Clocks" blev udgivet til stor kritisk og kommerciel succes, hvor kritikerne primært kommenterede sangens klavermelodi. Den blev udgivet i Storbritannien som den tredje single fra A Rush of Blood to the Head, hvor den nåede niendepladsen på UK Singles Chart. Den blev udgivet som albummets anden single i USA, hvor den nåede 29.-pladsen på Billboard Hot 100-listen.

## Baggrund
"Clocks" blev komponeret under de sidste stadier af produktionen af Coldplays anden album, A Rush of Blood to the Head. Et riff dukkede op i Chris Martins hoved en aften han kom sent ind i studiet, hvor han udviklede det på klaveret. Ifølge Martin blev "Clocks" inspireret af det engelske rockband Muse. Martin præsenterede riffet for bandets guitarist Jonny Buckland, der så lagde et lag guitarakkorder på grundsporet: "Han tog sin guitar op [et sikkert tegn på, at han kan lide en sang], og spillede disse fantastiske akkorder ... det var som en kemisk reaktion."
Før bandet skrev "Clocks" havde de allede ti sange klar til albummet. De mente, det var for sent at lægge nummeret på albummet, da det næsten var færdigt. Derfor optog de en demo med nummeret og gemte det sammen med andre ufærdige numre. Demoen kaldte de "Songs for #3" ("Sange til #3"), da de forestillede sig, at disse numre skulle på det tredje album.
I juni 2002 var Coldplay klar til at præsentere albummet for deres pladeselskab, Parlophone. Martin mente dog at det var dårligt, og de var ikke helt tilfredse med resultatet. Bandet og Parlophone arrangerede derfor en forsinkelse af udgivelsen. Efter en turné begyndte Coldplay at arbejde på "Songs for #3". Phil Harvey, Martins ven og bandets manager, hørte det og opfordrede dem til at arbejde på "Clocks" med det samme. Da sangens tekst omhandler ting, der haster, pointerede Harvey at det stred imod Martins ide om at skrinlægge nummeret. Harvey overtalte Martin, der videreudviklerede "Clocks" mens de andre bandmedlemmer kom med ideer baseret på hovedklavermelodien, blandt andet trommer og et basspor. Coldplay indspillede sangen hurtigt, da de var forsinkede i forhold til den udskudte plan for A Rush of Blood to the Head, der blev udgivet to måneder senere.

## Komposition
"Clocks" er bygget op omkring en gentagende klavermelodi, og indeholder et minimalistisk lydunivers med trommer og bas. Martin tilføjede et riff og en nedadgående skala på klaverets akkordprogression, der skifter fra dur til mol. Sangens karakteristiske klavermelodi er bygget op af 3 akkorder, henholdsvis E♭-dur, B♭-mol og F-mol. Kontraststykket i sangen indeholder blandt andet en G♭maj7-akkord.  "Clocks"' musik skabes også ved hjælp af synthesizere og et sparsomt strengarrangement.
Sangens temaer handler om kontraster, modsætninger og ting, der haster. Jon Wiederhon fra MTV News skrev: "Martin ser ud til at tale om hjælpesløsheden, der opstår i et dysfunktionelt forhold han ikke nødvendigvis vil ud af." Teksten er kryptisk, og de sidste linjer af andet vers fremhæver de modstridende følelser: "Come out upon my seas/Cursed missed opportunities/Am I a part of the cure/Or am I part of the disease?" ("Kom ud på mine have/Forbandede misbrugte muligheder/Er jeg en del af behandlingen/Eller er jeg en del af sygdommen?"). Sangens titels henviser metaforisk til teksten, og "får en til at undres over verdens besættelse af tid, mens den forbinder den til teorien: at få det bedste ud af det, mens vi er her, til stede og i live".

## Udgivelse og musikvideo
Coldplay udgav "Clocks" i Europa den 24. marts 2003 som albummets tredje single. Singlen blev udgivet med to B-sider: "Animals", der var en af bandets foretrukne sange at fremføre på turneen, men som ikke kom med på albummet, samt "Crests of Waves". Singlens omslag, der er skabt af Sølve Sundsbø ligesom albummet og dets andre singler, portrætterer Martin. Mens de forberedte "The Scientist" som albummets anden single, følte Coldplays pladeselskab i USA ikke, at sangen "gav de amerikanske lyttere en stor nok blodrus"; i stedet udgav de "Clocks" som anden single i USA.
Der blev optaget en musikvideo til sangen. Den blev instrueret af den britiske filmskaber Diminic Leung og filmet ved Docklands' ExCeL Building i London. Den viser bandet, der opfører sangen med et lasershow, foran et opstillet publikum, der mestendels består af lokale gymnasieelever. Sceneeffekter og rød/blå lysovergange giver videoen en overnaturlig fornemmelse, mens en stoisk forsamling udgør publikum.

## Modtagelse
Gennem 2003 blev "Clocks" brugt i forskellige reklamer, film og tv-programmer: fra WWE-promoveringsvideoer for den amerikanske professionelle wrestler Kurt Angles tilbagekomst, til den irske dramafilm In America, samt et afsnit af den amerikanske tv-serie ER. Sangen blev spillet i sin helhed under filmen Confidences rulletekster, og blev også spillet i den amerikanske tv-serie "The Sopranos" og "Third Watch". Sent i 2003 blev sangen brugt i en trailer for filmen Peter Pan. Sangen blev også brugt til Disney-filmen The Wild.
Sangen blev anerkendt af kritikere. Rob Sheffield skrev i sin anmeldelse for Rolling Stone-magasinet: "[guitarist] Buckland skinner igennem med fremrangende psykedeliske rocksange som ... 'Clocks'". David Cheal fra The Daily Telegraph skrev at "Clocks" indeholder et "hypnotisk klaverriff", en dunkende næsten hektisk rytme og en smittende melodi, der altsammen bygges op til et smukt og skyfrit klimaks med Martins svævende stemme". "Clocks" vandt prisen for Record of the Year ved Grammyuddelingerne i 2004. Den blev nomineret som bedste single ved Q Awards i 2003. "Clocks" blev rangeret som nummer 68 på Pitchforks top 100 over singler udgivet 2000-2004. Den blev ligeledes rangeret som nummer 155 på Pitchfork Medias liste over de 500 bedste sange i 00'erne.
Singlen havde succes i radioen i hele 2003, og har optrådt på flere singlehitlister over hele verden. I Storbritannien toppede sangen som nummer ni. I USA, toppede "Clocks" som nummer 29. Sangen nåede syvendepladsen i Canada, og 28.-pladsen i Australien.
"Clocks" anses som en af Coldplays største bedrifter; sangens klaverprogression står tilbage som bandets signatur. Ifølge The New York Times, er "Clocks"' åbningsklaverarpeggio ofte blevet samplet. Mange af sangene på bandets tredje album X&Y bærer også præg af indflydelse fra "Clocks". Brian Cohen fra Billboard-magasinet noterede sig, at "Clocks" fungerer som "affyringsrampe" for sangene på X&Y, "hvoraf mange bærer et ekko af nummeret enten i struktur eller fornemmelse". "Speed of Sound", den første single fra "X&Y", har nogle ligheder med "Clocks", idet begge sange ar den samme nedstigende akkordprogression. Den amerikanske sanger Jordin Sparks' single "No Air" fra 2008 "puster nyt liv ind i den alt for velkendte klaverlinje" fra "Clocks" ifølge The New York Times. Sangen "Should I Go" af den amerikanske sanger Brandy fra hendes album Afrodisiac sampler klaverriffet fra "Clocks", ligesom den mexikanske sanger Alejandro Fernández' single fra 2007, "Te voy a perder", gør det. I 2009 udgav den franske DJ David Guetta sammen med Kelly Rowland sangen "When Love Takes Over", der også har en klaverintro lignende den på "Clocks". Et samplet riff magen til det på "Clocks" blev også brugt til sangen "Shining Down" fra 2009 af hiphopmusikeren Lupe Fiasco i samarbejde med Matthew Santos. Et lignende riff kan også høres i DJ Cahill-remixet af sangeren Agnes' I Need You Now. Rolling Stone rangerede den i 2010 som nummer 490 af de 500 bedste sange nogensinde.

## Ny version og remixes
Der findes flere andre versioner og remixes af "Clocks". Den norske duo Röyksopp lavede et remix af sangen og udgav det på en 12"-vinyl; 100 blev gjort tilgængelige via bandets officielle hjemmeside. Udgivelsen indeholder et remix af "God Put a Smile upon Your Face" af Def Inc i samarbejde med Mr Thing. Versionen gik ind som nummer fem på Triple J Hottest 100 2003 (den oprindelige version af sangen var placeret som nummer 69 det foregående år).
Derudover har der været lavet flere danceremixes af "Clocks", blandt andet af Clokx (Ron van den Beuken) og Deep Dish, samt et mashup fra Gabriel and Dresdens Essential Mix fra 2003, der optrådte på flere P2P-netværk. En remixet coverversion af sangen er indeholdt på videospillet Dance Dance Revolution: Hottest Party til Wii-konsollen. Den kvindelige kinesiske gruppe Twelve Girls Band lavede også en cover-version af sangen udgivet på deres album Eastern Energy.
En andet populær udgave af sangen eksisterer på Rhythms del Mundo-albummet, der er et non-profit-album, der indeholder sange af mange andre prominente britiske, irske og amerikanske kunstnere. I 2003 blev sangen udgivet på Coldplays livealbum Live 2003. En anden live-version figurerer på livealbummet LeftRightLeftRightLeft fra 2009.
"Clocks" er også en del af et viralt mashup med sangen Chicago af Sufjan Stevens.

## Sporlister
| 7" Cd (udgivet 24. marts 2003) 12" (udgivet 7. juli 2003) 1. "Clocks" – 5:09 2. "Crests of Waves" – 3:39 3. "Animals" – 5:33 | Dvd (udgivet 24. marts 2003) 1. "Clocks" (video edit) 2. "Politik" (live and photo gallery) 3. "In My Place" (live) 4. Interview-optagelser |

Japan Enhanced EP
1. "Clocks" (Edit) – 4:13
2. "Crests of Waves" – 3:39
3. "Animals" – 5:32
4. "Murder" – 5:37
5. "In My Place" (Live) – 4:03
6. "Yellow" (Live) – 5:13
7. "Clocks" (Video)
8. "In My Place" (Video)

## Hitlister
| Hitliste (2003)                       | Højeste placering |
| ------------------------------------- | ----------------- |
| Australiens ARIA-singlehitliste       | 28                |
| Canadas singlehitliste                | 7                 |
| Hollands Top 40                       | 2                 |
| Frankrigs singlehitliste              | 65                |
| Italiens singlehitliste               | 25                |
| Irlands singlehitliste                | 15                |
| New Zealands RIANZ-singlehitliste     | 13                |
| Polens singlehitliste                 | 4                 |
| Storbritanniens singlehitliste        | 9                 |
| U.S. Billboard Hot 100                | 29                |
| U.S. Billboard Hot Dance Club Play1   | 31                |
| U.S. Billboard Hot Modern Rock Tracks | 9                 |

1 Remix-version